# Puteáni Géza
Báró kimpáni és sautitzi Puteáni Géza (Szigliget, Zala vármegye, 1847. január 9.–Balatonederics, Zala vármegye, 1920. március 21.), Badacsony-vidéki Szőlősgazdák Szövetkezetének igazgatósági tagja, Balatoni Halászati Rt. elnöke, Zala vármegyei bizottsági tag, magyar királyi hadnagy, földbirtokos.

## Családja és származása
A főnemesi báró kimpáni és sautitzi Puteáni családnak a sarja. Apja báró Puteáni József (1811–1869), Zala vármegye tiszteletbeli jegyzője, földbirtokos, anyja lukafalvi Zarka Paula (1812–1888) volt. Az apai nagyszülei báró Puteáni Vencel (1779–1812), császári királyi lovaskapitány a 3. sz. ulánus ezredben, földbirtokos és az ősrégi nemesi származású lengyeltóti Lengyel családból való báró lengyeltóti Lengyel Krisztina voltak. Az anyai nagyszülei lukafalvi Zarka Pál (1781–1832), földbirtokos és niczki Niczky Jozefa (1778–1852) voltak. Puteáni József bárónak a szülei korai halála után gyámság alá került. Az anya (báró Lengyel Krisztina) halálával, miután fiú örökös nem volt, a Lengyel család ezen ága kihalt és a szigligeti kastély és földbirtok a báró Puteáni család kezébe jutott. 1830-ban megkapják anyai örökségüket, Putáni József báró ekkor költözik Szigligetre. 1831-ben kinevezik Zala megye tiszteletbeli jegyzőjévé.

## Élete
A Dunántúli helyi I. érdekű vasút részvénytársaság igazgatósági tagja volt többek között Csertán Károly zalai alispánnal együtt. A Balatoni Halászati Társulatnak a kezdete óta előbb mint alelnök, utóbb minta választmány tagja, a társulati ügyek előbbre vitele érdekében ügybuzgó tevékenységet fejtett ki báró Puteáni Géza. Az utolsó tulajdonosa a szigligeti kastélynak és birtoknak báró Puteáni Géza, akinek a felesége halála után pazarló életmódot élt; az özvegy gyermek nélküli Puteáni Géza báró ezzel tönkretette az ősi birtokot, az eltékozolt, kártyára, nőkre, lóversenyre felcserélt birtokát, 589 hold földet és csaknem 3000 holdat a Balatonból gróf Esterházy Pál 1910-ben megvásárolta. Puteani Géza ezután visszavonul Balatonederics melletti Fekete kastélyba, egykori házvezetőnőjével és annak a lányával.

## Házassága
1873. szeptember 30.-án Tömördön feleségül vette nemesi származású chernelházi Chernel család sarját, chernelházi Chernel Irma (*Rábahídvég, 1843. június 21.–†Szigliget, 1906. július 27.) asszonyt, akinek az első férje nádasdi Sárközy Ödön (1838–1872) földbirtokos volt. Chernel Irma szülei chernelházi Chernel Ferdinánd (1815–1891), Vas vármegye alispánja, királyi tanácsos, táblabíró, földbirtokos, a Vas megyei református egyházmegye gondnoka és felsőeőri Bertha Emília (1820–1893) voltak. Az apai nagyszülei chernelházi Chernel György (1776-1833), 1797-ben a nemesi felkelők alhadnagya, Vas vármegye táblabírája, földbirtokos és domanoveci Zmeskál Terézia (1777-1820) voltak. Az anyai nagyszülei felsőeri Bertha Ignác (1780-1847), Vas vármegye alispánja, földbirtokos és lovászi és szentmargitai Sümeghy családból való lovászi és szentmargitai Sümeghy Judit (1792-1880) asszony voltak. Az anyai nagyanyai dédszülei lovászi és szentmargitai Sümeghy József (1757–1832), királyi tanácsos, Zala vármegye alispánja, földbirtokos és lovászi Jagasics Julianna (1775–1804) voltak. Puteáni Géza és Chernel Irma frigyéből nem született gyermek.